# سمندر خال‌آبی
سمندر خال‌آبی (نام علمی: Ambystoma laterale) نام یک گونه از سرده سمندر زیرزمینی است.